# Flying Lotus
Стівен Еллісон (англ. Steven Ellison); 7 жовтня 1983) — музикант, продюсер, DJ з Лос-Анджелеса. Відомий під сценічним ім'ям Flying Lotus, або FlyLo. Також є засновником рекорд-лейблу Brainfeeder.

## Біографія
Стівен Еллісон народився 7 жовтня 1983 року в Лос-Анджелесі, Каліфорнія. Він є внучатим племінником джазової піаністки Еліс Колтрейн, чоловіком якої був саксофоніст Джон Колтрейн. Крім того, він є онуком співачки і автора пісень Мерилін Маклеод, яка відома тим, що написала «Love Hangover» Даяни Росс і «I Get High (On Your Memory)» Фреди Пейн, і є сестрою Еліс Колтрейн. Тест ДНК показав, що Еллісон є нащадком народу Тікар у Камеруні.
Еллісон навчався в Лос-Анджелеській кіношколі та Університеті Академії Мистецтв.

## Дискографія
- 1983 (2006)
- Los Angeles (2008)
- Cosmogramma (2010)
- Until the Quiet Comes (2012)
- You're Dead (2014)
- Flamagra (2019)
- Yasuke (2021)